# Immeuble Kaleva
L'Immeuble Kaleva est l'ancien siège de la compagnie d'assurance Kaleva construit dans le quartier de Kluuvi dans le centre-ville d'Helsinki en Finlande.

## Présentation
Le bâtiment de style du classicisme baroque est conçu par Armas Lindgren est construit en 1914, au coin des rues Mannerheimintie et Kaivokatu, pour être le siège de la compagnie d'assurance Kaleva.
L'édifice qui ressemble à un palais, est recouvert de granite de Kökar.
Les sculptures décorant la façade et l'intérieur sont de Gunnar Finne.
L’hôtel-restaurant Seurahuone a été transféré de Pohjoisesplanadi 11-13 au bâtiment Kaleva dans les années 1830. En 1924, un étage est ajouté au bâtiment. En 1971, on rénove l'hôtel. Entre 1979 et 1980, on ajoute trois étages à l'aile de la cour.
Le bâtiment héberge successivement l'ancienne compagnie d’assurance Kalevaw, une succursale de la caisse d’épargne d'Helsinki, l'hôtel et restaurant Seurahuone puis la banque Nordea.